# Flowers in the Attic (2014)
Flowers in the Attic (bra: O Jardim dos Esquecidos) é um filme  canadense lançado em 2014, dirigido por Deborah Chow. É a segunda adaptação para cinema do romance de V. C. Andrews Flowers in the Attic.

## Resumo
Após a morte do pai, Chris, Cathy, e os irmãos gêmeos Carrie e Cory são levados pela mãe Corine para o único lugar onde poderiam morar: a casa dos avós, a mansão Foxworth Hall. Enganadas achando que a nova vida seria cheia de luxos e sonhos realizados, as crianças não imaginavam que os avós as consideravam frutos do Demônio. Também não sabiam que seus pais eram parentes de sangue " Tio e Sobrinha" e que haviam cometido um pecado ao se casarem e terem filhos e que, segundo a avó, tais aberrações deveriam ser trancadas numa sala com uma porta para o sótão. Já no dia seguinte Corine esta no quarto olhando para o pai debilitado, quando sua mãe a chicoteia 17 vezes como castigo por seus dezessete anos de casada, a avó das crianças obriga Corine a mostrar as marcas dos açoites.Certa noite Chris e Cathy tentam fugir, assim descobriram um lago onde mergulharam e brincaram, crescendo no universo paralelo do sótão, Chris e Cathy passam a ser o mundo um do outro,ou seja, apaixonam-se, e também de seus "novo filhos", os gêmeos. Esquecidos pela mãe que vivia pelo mundo e os visitava cada vez menos. Com o tempo as crianças adoeceram e Cory morreu, logo elas descobriram que sua propria mãe as envenenava, as crianças escapam pela janela do sótão. As crianças saem da mansão e vão embora.

## Elenco
- Heather Graham como Corrine Dollanganger/Foxworth
- Ellen Burstyn como Olivia Foxworth
- Kiernan Shipka como Cathy Dollanganger
- Mason Dye como Christopher "Chris" Dollanganger, Jr.
- Ava Telek como Carrie Dollanganger
- Maxwell Kovach como Cory Dollanganger
- Bruce Dylan como Bart Winslow
- Chad Willett como Christopher Dallanganger, Sr.
- Beau Daniels como Malcolm Foxworth
- Andrew Kavadas como John Amos

## Sequências
O filme teria uma sequência em 2014, Petals on the Wind, baseada no segundo livro de mesmo nome, que estreou em 26 de maio no canal americano Lifetime. A rede anunciou a produção de mais duas sequencias para 2015, também baseada nos livros, Os Espinhos do Mal e Sementes do Passado.